# Leszek Zygner
Leszek Robert Zygner (ur. 1967 w Mławie) – polski historyk mediewista i teolog, doktor habilitowany nauk humanistycznych, doktor nauk teologicznych, profesor uczelni w Państwowej Uczelni Zawodowej im. Ignacego Mościckiego w Ciechanowie i jej rektor w kadencjach 2012–2016 i 2016–2020.

## Życiorys
Ukończył studia teologiczne na Katolickim Uniwersytecie Lubelskim (1993) i historyczne na Uniwersytecie Mikołaja Kopernika w Toruniu (1996). W 1997 doktoryzował się z teologii na Akademii Teologii Katolickiej w oparciu o pracę zatytułowaną Biskupa Adolfa Piotra Szelążka koncepcja teologii, której promotorem był ks. prof. Lucjan Balter. Stopień naukowy doktora w zakresie historii uzyskał w 1999 na UMK pod kierunkiem dr hab. Andrzeja Radzimińskiego na podstawie rozprawy pt. Biskup Jakub z Kurdwanowa herbu Syrokomla (1396–1425). Stopień naukowy doktora habilitowanego w dyscyplinie historia uzyskał w 2017 na Uniwersytecie Kardynała Stefana Wyszyńskiego w Warszawie w oparciu o cykl dziesięciu publikacji pt. Synody prowincjonalne i diecezjalne metropolii gnieźnieńskiej 1378–1439.
W latach 1999–2011 pracował na stanowisku adiunkta w Zakładzie Historii Kościoła w Instytucie Historii i Archiwistyki Uniwersytetu Mikołaja Kopernika w Toruniu. W latach 2001–2009 kierował Polską Misją Historyczną w Instytucie Historycznym Maxa Plancka w Getyndze.
W 2009 rozpoczął pracę w Państwowej Wyższej Szkole Zawodowej w Ciechanowie, przekształconej 10 lat później w Państwową Uczelnię Zawodową im. Ignacego Mościckiego w Ciechanowie. Na uczelni tej pełnił funkcję dziekana Wydziału Humanistycznego (2009–2011) i prorektora (2011–2012; 2020–2024). W kadencjach 2012–2016 i 2016–2020 wybierany był na rektora ciechanowskiej szkoły wyższej.
Specjalizuje się w historii Kościoła, zwłaszcza okresu średniowiecza i XX wieku, historii Mazowsza i dziejach życia religijnego na tym obszarze oraz w dziejach Mławy i ziemi zawkrzeńskiej. Jest autorem i redaktorem ponad 20 książek, a także ponad 140 artykułów i recenzji naukowych. Był stypendystą m.in. Gerda-Henkel-Stiftung, Katholischer Akademischer Ausländer-Dienst i Bayerische Staatskanzlei. Wypromował jednego doktora nauk humanistycznych.
Odznaczony Medalem Komisji Edukacji Narodowej (2016), Srebrnym Medalem za Zasługi dla Policji (2017) oraz Srebrnym Krzyżem Zasługi (2020).

## Ważniejsze publikacje książkowe
- Historia parafii mławskiej, Toruń 1995.
- Hitlerowski obóz przesiedleńczy w Toruniu przy ul. Bażyńskich (1941–1943), Toruń 1996.
- Biskupa Adolfa Piotra Szelążka koncepcja teologii (studium historyczno-teologiczne), Toruń 1998.
- Mława – miasto pogranicza, Ciechanów 2002.
- Bilder gedeuteter Geschichte. Das Mittelalter in der Kunst und architektur der Moderne, cz. 1–2, Göttingen 2004 (współredaktor).
- Die Deutung der mittelalterlichen Gesellschaft in der Moderne, Göttingen 2006 (współredaktor).
- Partikularsynoden im späten Mittelalter, Göttingen 2006 (współredaktor i współautor).
- Pfarreien im Mittelalter. Deutschland, Polen, Tschechien und Ungarn im Vergleich, Göttingen 2008 (współredaktor i współautor).
- Mazowsze Północne i jego sąsiedzi. Od średniowiecza do czasów współczesnych, Ciechanów 2009 (współredaktor i współautor)
- Gdy się kocha Boga, Kościół, swoją Ojczyznę... Adolf Piotr Szelążek (1865–1950), Warszawa 2011 (współautor).
- Kościół Świętej Trójcy w Mławie 1713–2013, Mława 2013 (współautor).
- Episkopat płocki w latach 1075–2015. 940 lat istnienia diecezji, Płock 2015 (współautor).
- Kościół, kultura, polityka w państwie pierwszych Piastów, Warszawa – Ciechanów 2016 (współredaktor i współautor)
- Bitwa pod Mławą 1939 w pamięci zbiorowej/The Battle of Mława 1939 in the collective Memory, Mława 2016 (współautor).
- Urząd prymasa w Polsce. Geneza – oddziaływanie – znaczenie, Warszawa – Ciechanów 2018 (współredaktor i współautor).
- Młodzi bohaterowie Niepodległej. Młodzież powiatu mławskiego w walce o niepodległość (październik – listopad 1918), Mława 2018.
- Żydzi na północnym Mazowszu (1815–1945), Ciechanów – Mława 2018 (redaktor i współautor).
- Biskup Jakub z Kurdwanowa herbu Syrokomla (ok. 1350–1425), Toruń 2020.
- Pamięć i tożsamość. Świat wartości w nauczaniu papieża Jana Pawła II i prymasa Stefana Wyszyńskiego, Płock 2021 (współredaktor i współautor)[5].